# Cap St. Francis (circonscription électorale)
Circonscription électorale provinciale du Canada
Cap St. Francis (en anglais : Cape St. Francis) est une circonscription électorale provinciale de la Chambre d'assemblée de la province canadienne de Terre-Neuve-et-Labrador.

## Liste des députés
| Cap St. Francis |                    |                           |                |             |
| Député          | Député             | Parti                     | Mandat         | Législature |
|                 | Jack Byrne (en)    | Progressiste-conservateur | 1996 - 1999    | 43e         |
|                 | Jack Byrne (en)    | Progressiste-conservateur | 1999 - 2003    | 44e         |
|                 | Jack Byrne (en)    | Progressiste-conservateur | 2003 - 2007    | 45e         |
|                 | Jack Byrne (en)    | Progressiste-conservateur | 2007 - 2008    | 46e         |
|                 | Kevin Parsons (en) | Progressiste-conservateur | 2008 - 2011    | 46e         |
|                 | Kevin Parsons (en) | Progressiste-conservateur | 2011 - 2015    | 47e         |
|                 | Kevin Parsons (en) | Progressiste-conservateur | 2015 - 2019    | 48e         |
|                 | Kevin Parsons (en) | Progressiste-conservateur | 2019 - 2021    | 49e         |
|                 | Joedy Wall (en)    | Progressiste-conservateur | 2021 - présent | 50e         |